# إيتو أوغاوا
إيتو أوغاوا (باليابانية: 小川糸) (1973، ياماغاتا في اليابان)؛ كاتِبة، شاعرة غنائية وروائية يابانية.